# Condado de Washburn
El condado de Washburn (en inglés, Washburn County), es un condado del estado de Wisconsin, Estados Unidos. Según el censo de 2020, tiene una población de 16 623 habitantes.
La sede del condado es Shell Lake. El condado recibe su nombre en honor a Cadwallader Washburn.

## Geografía
Según la Oficina del Censo, el condado tiene un área total de 2210 km², de la cual 2060 km² son tierra y 150 km² son agua.

### Condados adyacentes
- Condado de Douglas (norte)
- Condado de Bayfield (noreste)
- Condado de Sawyer (este)
- Condado de Rusk (sureste)
- Condado de Barron (sur)
- Condado de Burnett (oeste)

## Demografía
| 1930   | 1970   | 1980   | 1990   | 2000   | 2020   |
| ------ | ------ | ------ | ------ | ------ | ------ |
| 11.103 | 10.601 | 13.143 | 13.772 | 16.036 | 16.623 |

Según el censo de 2020, hay 16 623 habitantes, 7480 hogares y 3878 familias en el condado. La densidad de población es de 8.1 hab/km². Hay 12 708 unidades habitacionales, con una densidad de 6 por km². El 92.90% de los habitantes son blancos, 0.20% son afroamericanos, el 1.16% son amerindios, el 0.37% son asiáticos, el 0.07% son isleños del Pacífico, el 0.54% son de otras razas y el 4.76% son de una mezcla de razas. Del total de la población, el 1.80% son hispanos o latinos de cualquier raza.

## Localidades

### Ciudades, villas y pueblos
- Barronett
- Bashaw
- Bass Lake
- Beaver Brook
- Birchwood (pueblo)
- Birchwood
- Brooklyn
- Casey
- Chicog
- Crystal
- Evergreen
- Frog Creek
- Gull Lake
- Long Lake
- Madge
- Minong (pueblo)
- Minong
- Sarona
- Shell Lake
- Spooner (pueblo)
- Spooner
- Springbrook
- Stinnett
- Stone Lake
- Trego